# Залтис
За́лтис, Залктис, или Жальтис (лит. Žaltys, латыш. Zalktis) — божество в образе ужа в латышской и литовской мифологии.

## Змеиный культ
Почитание змей у литовцев и латышей было издревле широко распространено: ужей кормили молоком и боялись, как домашних духов-покровителей. Обозначение в литовском языке «змеи» как gyvatė (гивате) указывает на связь со словами gyvybė, gyvata — «жизнь», «жизнеспособность».
Жальтис считался покровителем скота и сравнивается с Piena Māte (Молочная мать). Добрым знаком считалось проживание ужа в доме под кроватью или в каком-нибудь уголке. Встреча с ужом предвещала свадьбу или прибавление в семействе. Жалтис считался посланцем богов, любимцем Солнца, потому убийство Жалтиса приравнивалось к преступлению. В литовском языке существует пословица: «При виде мёртвого ужа и Солнце плачет».

## Мифология
Сказка об Эгле, королеве ужей рассказывает, как простая девушка по имени Эгле («Ель») вышла замуж за Жальтиса. История послужила материалом для поэтических произведений литовских, латышских и польских поэтов, в частности, Саломеи Нерис. Русский пересказ этих легенд — у Теобальда (В. А. фон Роткирха) в книге «Литовско-языческие очерки» (Вильна, 1890, стр. 63 сл.).